# The Limo
"The Limo" es el undécimo episodio de la primera temporada de How I Met Your Mother. Se transmitió el 19 de diciembre de 2005.

## Trama
Tratando de evitar la decepción habitual en la víspera de Año Nuevo, Ted renta una limusina para así poder festejar juntos. Robin tiene planes con su novio rico, Derek, pero Ted, Lily, Marshall y Barney planean asistir a cinco fiestas en tres horas antes de la medianoche para encontrar la mejor fiesta para estar en el año nuevo. Con Ranjit como su conductor, y el CD de Barney para subirles el ánimo, el grupo va a la primera fiesta donde recogen a la compañera de trabajo de Ted, Marybeth, quien ha estado coqueteando con él en la oficina. Barney también encuentra una cita, una mujer con acento ruso llamada Natalya. Lily se queja de que sus zapatos le están doliendo, pero Ted le pide que supere el dolor y van a la fiesta número dos. 
Decepcionados en dejar la fiesta número dos, la banda se dirige a la fiesta número tres, dejando atrás a Natalya ya que a nadie excepto a Barney le agradaba. Robin llama a Ted para pedirle si la pueden ir a buscar ya que Derek tiene que trabajar y canceló sus planes. A pesar de su horario ajustado, Ted no puede negarse a recoger a Robin. Robin se une al grupo y su decepción causada por su cancelación pone mal a todos. Ted intenta levantar el ánimo a Robin al decir que él la besará a la medianoche y sugiere que vayan al Gray's Papaya. Lily decide regresar al apartamento para cambiar sus zapatos mientras los demás comen salchichas. Ella deja la limusina, diciendo que los alcanzará en la fiesta número tres. Lily intenta desearle feliz año nuevo a Marshall en caso de que no puede unirse al grupo, pero Marshall dice que se encontrarán. 
Con las salchichas en la mano, la limusina se dirige a la fiesta número tres cuando Ted ve a Moby en la ventana. Ted le pregunta a Moby sí quiere que lo lleven a la fiesta que él irá y una vez que Moby está dentro de la limusina, el grupo acepta una invitación a la fiesta de este. Preocupado que Lily no los encuentre e incapaz de llamarla por teléfono, Marshall deja la limusina para encontrar a Lily. El grupo se dirige a la fiesta de Moby, pero luego se dan cuenta de que el hombre que piensan que es Moby no lo es (ni "Tony", sino Eric), cuando saca un arma. Dejan al "no Moby" en su fiesta cuando el teléfono de Marshall, que dejó en la limusina, suena. Barney responde la llamada de Lily y le dice que Marshall la está buscando en la fiesta número tres. Lily no ve a Marshall pero ve al "no Moby" entrar a la fiesta. Ted le dice que deje la fiesta y cuando ella se une al grupo, se dan cuenta de que Lily accidentalmente fue a la fiesta número cuatro. El grupo se va a la fiesta número tres para encontrar a Marshall. Barney se da cuenta de que el "no Moby" se llevó su CD mientras la limusina tiene un neumático averiado. Mientras Ranjit intenta arreglarla, Barney lamenta la pérdida de su CD. Para animarse, Ted y Robin comienzan a cantar la primera canción del disco. Al reconocer que Ted está enamorado de Robin, Marybeth decide dejar el grupo. 
Todavía atascados, con una rueda pinchada y a sólo 15 minutos de la medianoche, Ted sugiere que el grupo comiece a cambinar y así pueden ir a la tercera fiesta a las 12:45 y celebrar el Año Nuevo en el tiempo central. Mientras Lily intenta encontrar a Marshall al gritar su nombre, Barney le dice a Ted que pare de intentar tanto - no puede mantener al Año Nuevo de lo que en realidad es, la mayor decepción del año. Mientras Ted está a punto de rendirse, escuchan a Marshall gritar el nombre de Lily. Marshall corre hacia la limusina y le dice al grupo que cuando no pudo encontrar a Lily en la tercera fiesta, fue a la cuarta fiesta (a la fiesta del "no Moby") donde escuchó el CD de Barney y lo robó, y tuvo su camisa firmada por "el no Moby" como "Eric". Marshall luego fue a la quinta fiesta, la cual es genial, y dice que necesitan estar en la quinta fiesta a la medianoche. Con ocho minutos a la medianoche, todos salen de la limusina, donde encuentran a Natalya durmiendo en el asiento delantero - y se van a la quinta fiesta. 
Con tres minutos a la medianoche, la limusina está atascada en el tráfico. Aceptando que el grupo no llegará a la fiesta, Ted abre una botella de champán y le sirve a todos, diciendo que no necesitan estar en la quinta fiesta a la medianoche porque tienen una gran fiesta en la limusina. Derek aparece en la ventana del auto, dejando los negocios para encontrarse con Robin a la medianoche. Mientras comienza la cuenta regresiva con todos en pareja menos Ted, él deja el auto. Para la sorpresa de Ted, Robin lo sigue, diciendo que no olvidó su trato de besarse a la medianoche, y comparten un beso.

## Música
La lista de canciones del CD de Barney fue mostrada en la pantalla durante el episodio, pero nunca fue lanzada. CBS también ha lanzado una lista de canciones "oficial" a través del Blog de Barney.